# Holcolaetis zuluensis
Holcolaetis zuluensis là một loài nhện trong họ Salticidae.
Loài này thuộc chi Holcolaetis. Holcolaetis zuluensis được George Newbold Lawrence miêu tả năm 1937.